# Lissewege
Lissewege est une section de la ville belge de Bruges située en Région flamande dans la province de Flandre-Occidentale. C'était une commune à part entière avant la fusion des communes de 1971. Le village comptait 1 756 habitants en 2020, l'ancienne commune (dont faisaient partie Zeebruges et Zwankendamme) en comptait 7 779.

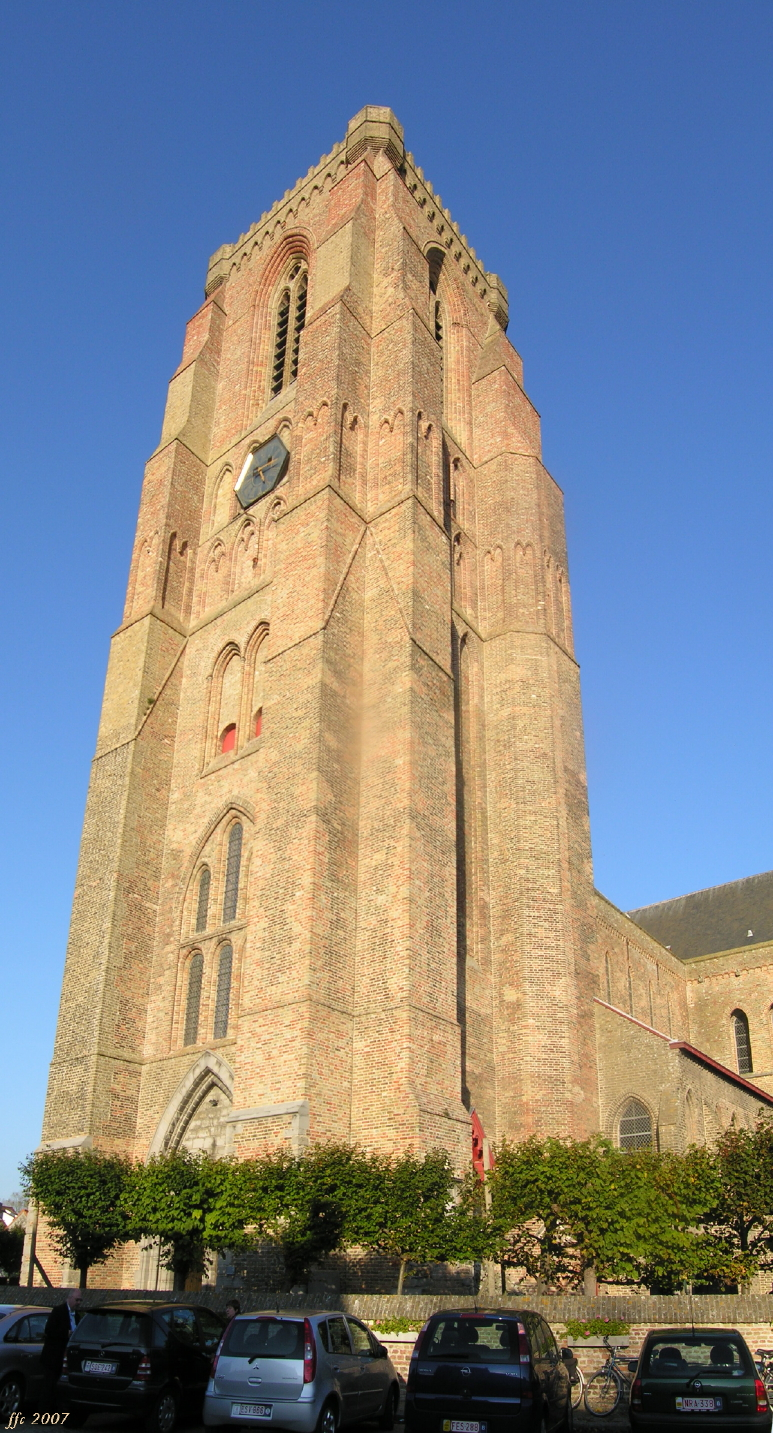
Le clocher du XIIIe siècle.

Le lieu est vraisemblablement habité depuis le Xe siècle. Lissewege était une étape pour les pèlerins du Nord, en route vers Saint-Jacques-de-Compostelle. Ils pouvaient se nourrir et loger dans l'hôtel Saint-Jacques qui existe toujours. Les armoiries de Lissewege comportent un lys montrant le chemin vers trois coquilles Saint-Jacques.
Lissewege possède une gare sur la ligne Bruges-Zeebruges.

## Démographie

### Évolution démographique
- Sources : INS, Rem. : 1831 jusqu'en 1961 = recensements[2].

## Curiosités
- L'église monumentale Notre-Dame est un exemple du style gothique côtier et a été construite entre 1225 et 1275. L'église compte trois travées et est construite en briques faites de l'argile des polders. Les colonnes sont en calcaire de Tournai. Les tours datent de la seconde moitié du XIIIe siècle. L'église était une étape de pèlerinage avec son image miraculeuse de la Vierge qui fut détruite en 1586 par les Gueux. Elle fut remplacée par une autre image en 1624. Celle-ci existe toujours et sort lors de la procession annuelle du premier dimanche de mai.
- L'abbaye de Ter Doest, abbaye cistercienne
- Le canal de Lissewege

## Galerie

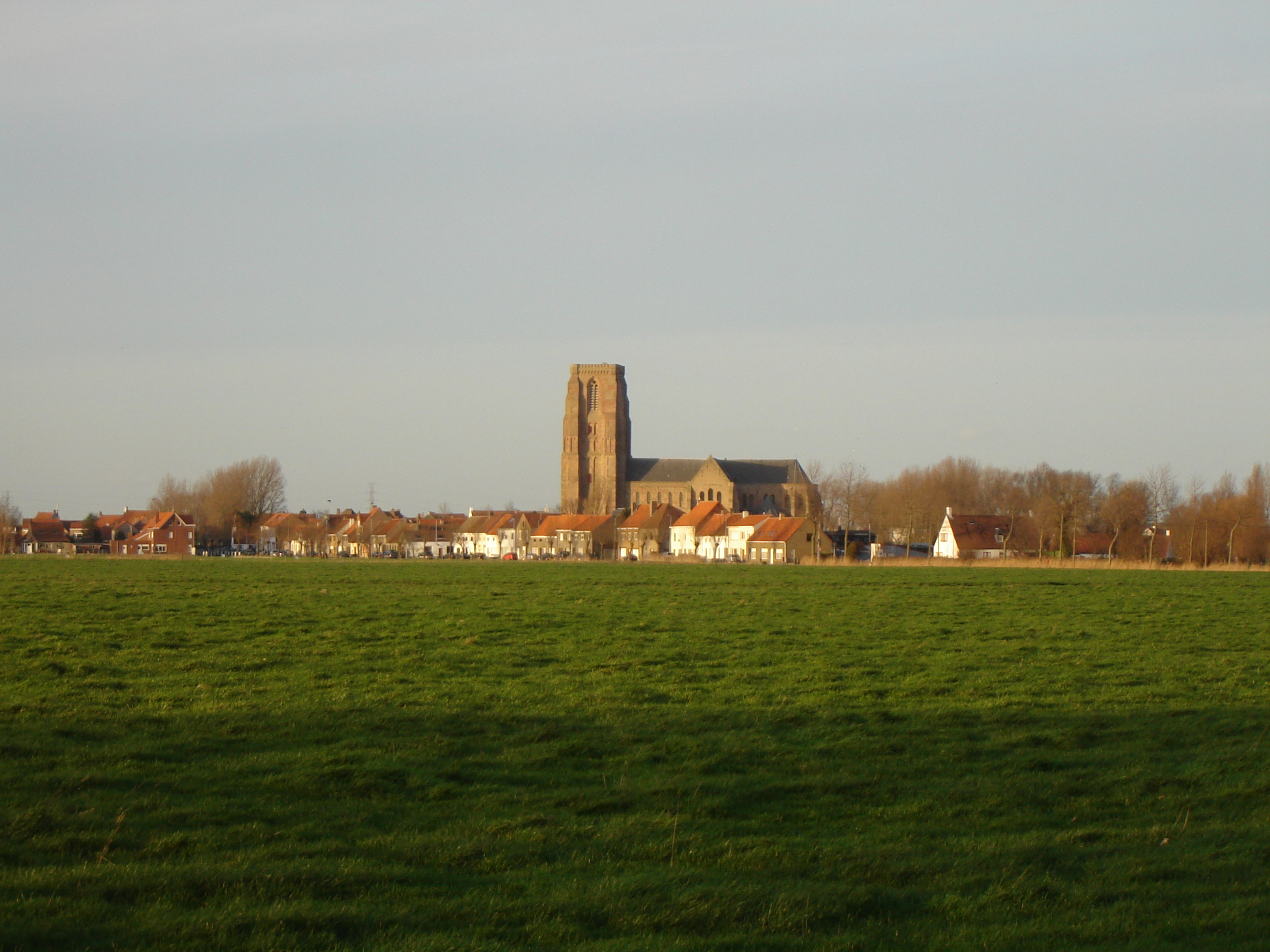
Lissewege, vue depuis l'ancienne abbaye de Ter Doest
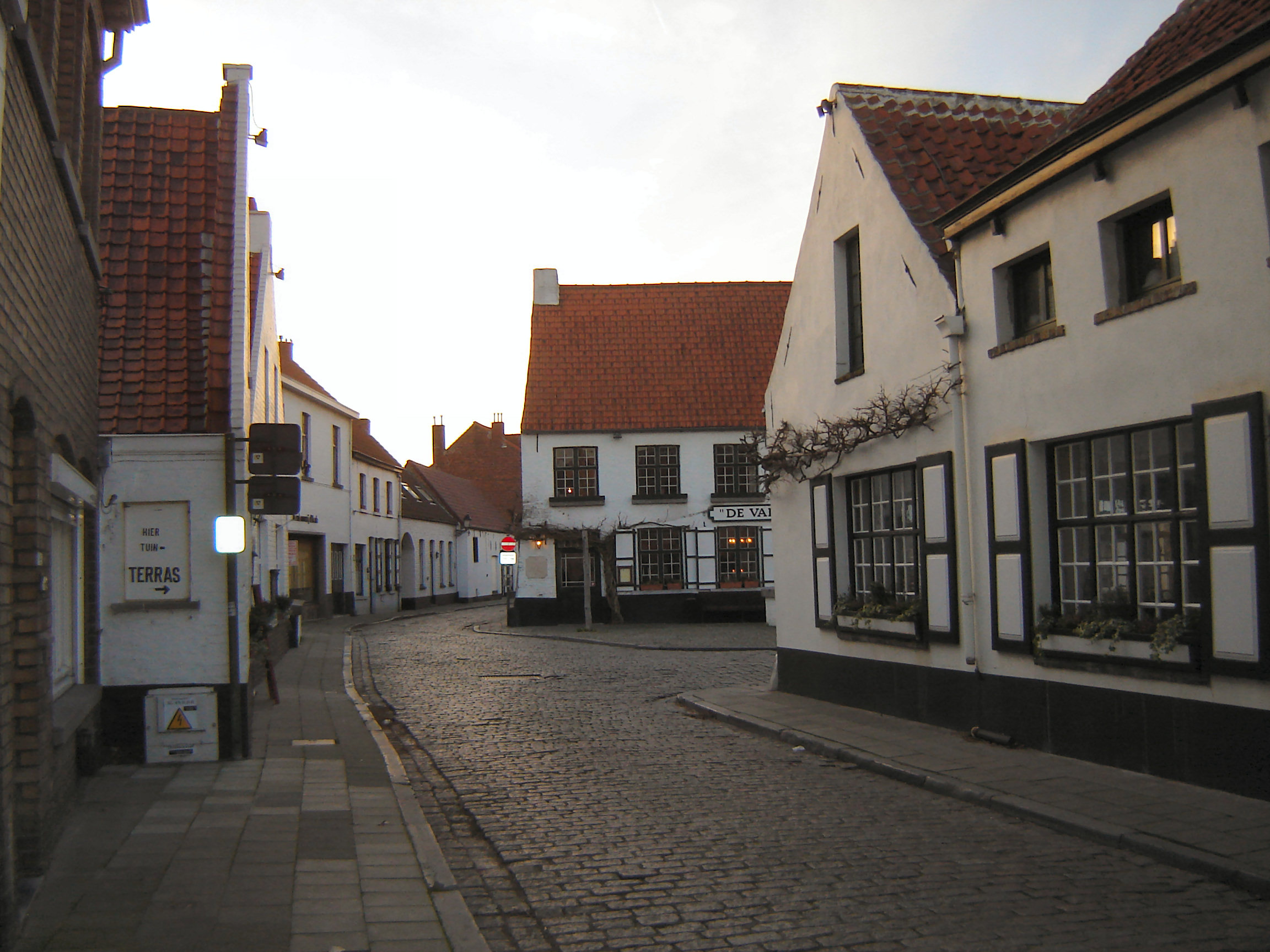
Rue dans le centre de Lissewege
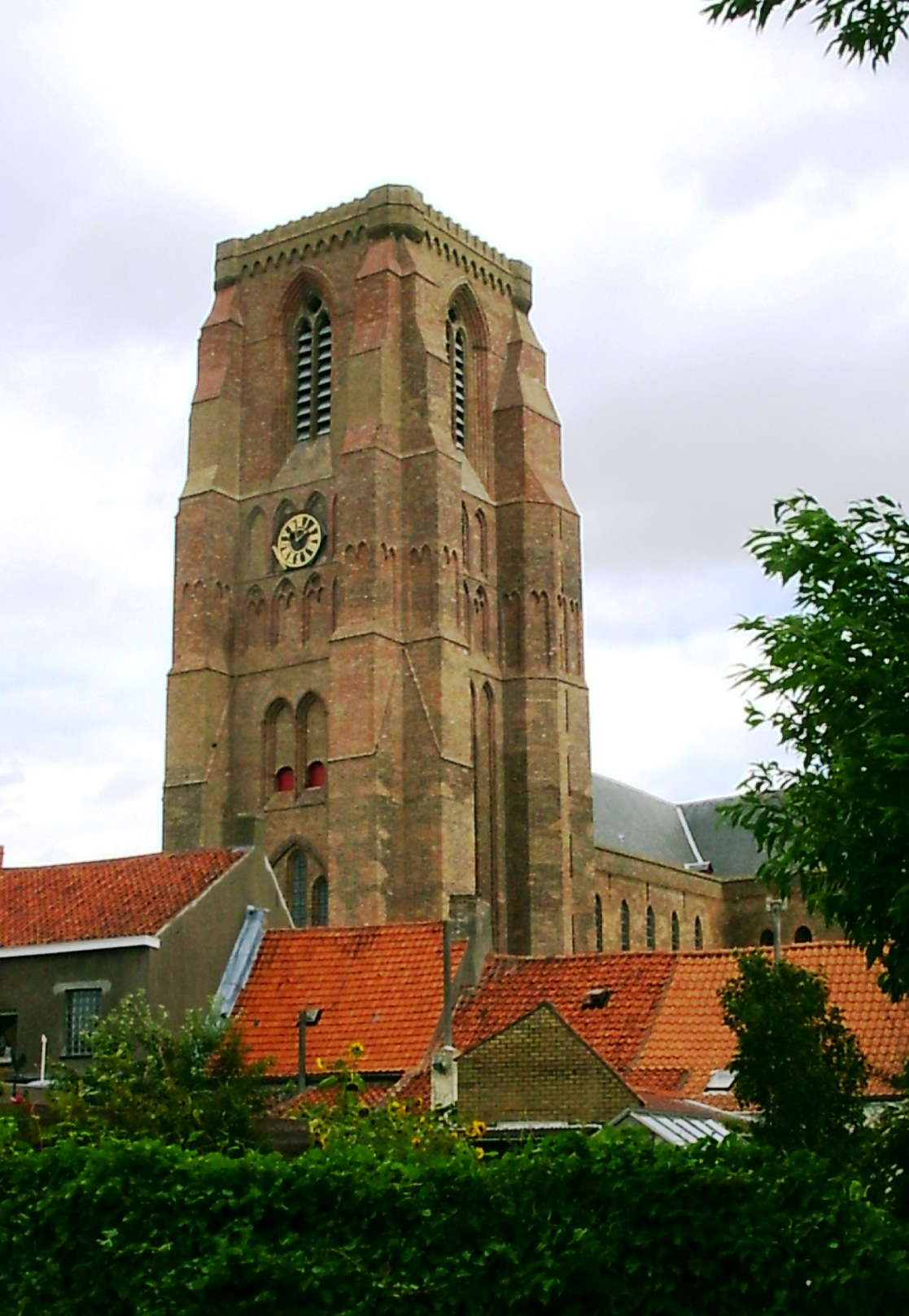
L'église Notre-Dame
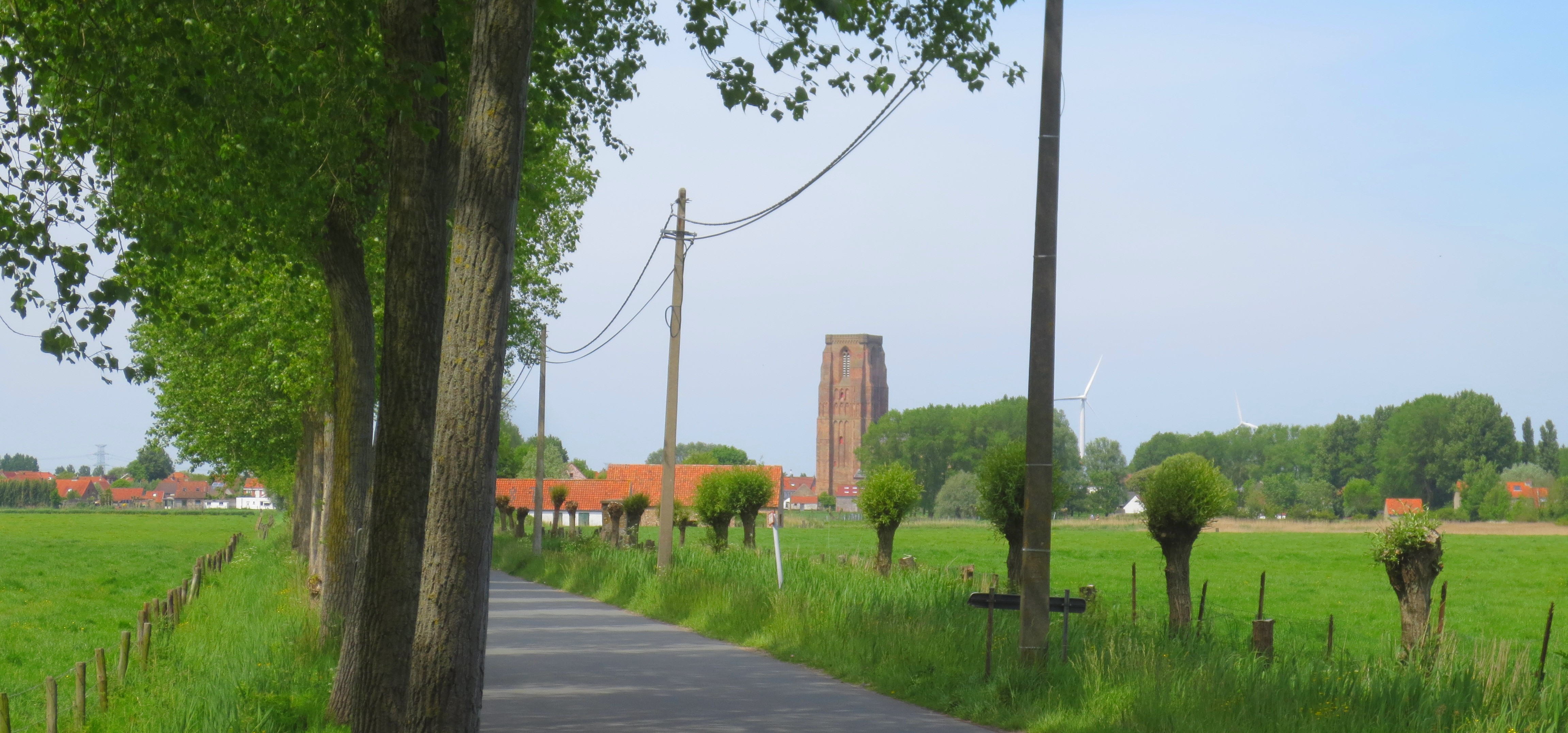
Vue panoramique.